# ГЕС Лун-Лейк
ГЕС Лун-Лейк — гідроелектростанція у штаті Каліфорнія (Сполучені Штати Америки). Знаходячись перед ГЕС Robbs Peak (29 МВт), становить верхній ступінь однієї з гілок дериваційного гідровузла у сточищі Амерікан-Рівер, котра дренує західний схил гір Сьєрра-Невада та є лівою притокою річки Сакраменто (завершується у затоці Сан-Франциско).
Станця використовує ресурс зі сточища річки Рубікон, лівої притоки Міддл-Форк-Амерікан-Рівер, котра в свою чергу є лівою притокою Норт-Форк-Амерікан-Рівер (права твірна Амерікан-Рівер). Збір ресурсу починається від невеликої греблі Рубікон, зведеної у верхній течії однойменної річки. Ця бетонна гравітаційна споруда висотою 11 метрів та довжиною 196 метрів разом з допоміжною дамбою висотою 9 метрів та довжиною 169 метрів утримує невелике водосховище з площею поверхні 0,43 км2 та об'ємом 1,8 млн м3, із якого у північно-західному напрямку прокладений тунель довжиною 0,3 км з діаметром 4 метра. Через нього воду скидають до струмка Хайленд-Крік, котрий впадає у Літтл-Рубікон (ліва притока Рубікону), на якій зведена бетонна гравітаційна гребля Buck Island висотою 7 метрів та довжиною 89 метрів. Разом з допоміжною спорудою висотою 5 метрів та довжиною 74 метри вона утримує ще одне невелике водосховище з площею поверхні 0,31 км2 та об'ємом 1,3 млн м3, з якого далі на північний захід прямує тунель довжиною 2,6 км з діаметром 4 метра, котрий завершується у Лун-Лейк.
У 1883 році компанія The California Water and Mining Company спорудила на Gerle Creek (права притока Соуз-Форк-Рубікон, котра в свою чергу є лівою притокою Рубікону) водосховище Лун-Лейк, для чого із великих тесаних гранітних блоків звели греблю висотою 10 метрів та довжиною 198 метрів. У 1960-х цю споруду в межах проекту гідровузла Upper American River Hydroelectric Power Development замінили на кам'яно-накидну греблю висотою 33 метри та довжиною 644 метри. Крім того, знадобилась ще одна, так само кам'яно-накидна, гребля висотою 29 метрів та довжиною 277 метрів, котра перекрила долину струмка Роккі-Басін-Крік (ліва притока Gerle Creek). Створений ними підпір дозволив затопити водорозділ між Gerle Creek та Роккі-Басін-Крік і утворити нове, значно більше водосховище Лун-Лейк з площею поверхні 5,9 км2 та об'ємом 94 млн м3.
Зі сховища через тунель довжиною біля 0,5 км з діаметром 4,3 метра та напірну шахту діаметром 3 метра вода потрапляє у підземний машинний зал. Тут встановили одну турбіну типу Пелтон потужністю 82 МВт, яка використовує перепад висот між верхнім та нижнім б'єфом у 359 метрів та в 2017 році забезпечила виробітку 201 млн кВт-год електроенергії.
Відпрацьована вода по відвідному тунелю довжиною 6,1 км з діаметром 5,5 метра прямує на захід до створеного на однойменній річці водосховища Gerle Creek (можливо відзначити, що відстань між греблею Лун-Лейк та цією водоймою по руслу Gerle Creek становить біля 13 км).
Видача продукції відбувається по ЛЕП, розрахованій на роботу під напругою 69 кВ.